# 五月二日體育會
五月二日體育會（西班牙語：-{Español
Club Sportivo 2 de Mayo}-）是一家位於巴拉圭阿曼拜省首府佩德羅·胡安·卡瓦列羅市足球會。2006年1月，成為巴拉圭足球協會史上第43支甲級球隊。自2024年以來，它在缺席14年後開始參加甲級聯賽，並在2006年至2009年間一直處於最高級別。隊名是為了紀念5月2日步兵團。

## 歷史
五月二日體育會成立於1935年12月6日，查科戰爭（與玻利維亞的戰爭）結束後，在那些從戰爭中歸來的查科戰士的倡議下，他們決定成立這個實體，以向他們活躍於其中的光榮團，指的是5 月2日步兵團。其第一任主席是薩德克·斯坎達爾 (Sadek Scandar) 先生。
1937年2月22日，董事會向市政府請求為俱樂部運動場提供一塊土地，1937年10月20日，市政府接受了這項請求，夢想成為了現實。 5月2日，它已經有了自己的運動場土地。
但直到 1974 年，具有紀念意義的 Albiceleste 體育場才開始建造；1975 年，第一個水泥看台開始建造。目前規模龐大的里奧帕拉皮蒂體育場最終於 1977 年落成。